# Bundestagswahlkreis Hannover-Land I
Der Bundestagswahlkreis Hannover-Land I (Wahlkreis 43) ist ein Wahlkreis in Niedersachsen und umfasst von der Region Hannover die Städte Burgdorf, Burgwedel, Garbsen, Isernhagen, Langenhagen, Neustadt am Rübenberge, Wedemark und Wunstorf. Der Wahlkreis ist 1980 neu eingerichtet worden. Seine Gemeinden gehörten vor 1980 zu den Wahlkreisen Hannover III, Schaumburg, Celle und Gifhorn.

## Wahlkreisgeschichte
| Wahl      | Wahlkreisname      | Gebiet |
| --------- | ------------------ | --- |
| 1980–1998 | 38 Hannover-Land I | Burgdorf, Burgwedel, Garbsen, Isernhagen, Langenhagen, Neustadt am Rübenberge, Wedemark, Lehrte und Uetze |
| 2002–2005 | 43 Hannover-Land I | Burgdorf, Burgwedel, Garbsen, Isernhagen, Langenhagen, Neustadt am Rübenberge, Wedemark und Wunstorf      |
| 2009      | 44 Hannover-Land I | Burgdorf, Burgwedel, Garbsen, Isernhagen, Langenhagen, Neustadt am Rübenberge, Wedemark und Wunstorf      |
| 2013      | 43 Hannover-Land I | Burgdorf, Burgwedel, Garbsen, Isernhagen, Langenhagen, Neustadt am Rübenberge, Wedemark und Wunstorf      |

## Wahlkreisabgeordnete
| Wahl | Abgeordneter | Abgeordneter        | Partei | Stimmen in % |
| ---- | ------------ | ------------------- | ------ | ------------ |
| 1980 |              | Gerhard Schröder    | SPD    | 50,0         |
| 1983 |              | Dietmar Kansy       | CDU    | 49,0         |
| 1987 | 45,0         | Dietmar Kansy       | CDU    |              |
| 1990 | 46,3         | Dietmar Kansy       | CDU    |              |
| 1994 | 46,5         | Dietmar Kansy       | CDU    |              |
| 1998 |              | Monika Ganseforth   | SPD    | 53,3         |
| 2002 |              | Caren Marks         | SPD    | 52,8         |
| 2005 | 49,9         | Caren Marks         | SPD    |              |
| 2009 | 38,7         | Caren Marks         | SPD    |              |
| 2013 |              | Hendrik Hoppenstedt | CDU    | 44,3         |
| 2017 | 40,1         | Hendrik Hoppenstedt | CDU    |              |
| 2021 |              | Rebecca Schamber    | SPD    | 33,7         |
| 2025 |              | Hendrik Hoppenstedt | CDU    | 34,8         |

## Wahlergebnisse

### Bundestagswahl 2025
| Kandidaten                                             | Kandidaten                       | Parteien/Listen       | Erststimmen | Erststimmen | Zweitstimmen | Zweitstimmen |
| Kandidaten                                             | Kandidaten                       | Parteien/Listen       | Stimmen     | %           | Stimmen      | %            |
| ------------------------------------------------------ | -------------------------------- | --------------------- | ----------- | ----------- | ------------ | ------------ |
|                                                        | Rebecca Schamber                 | SPD                   | 52.313      | 27,4        | 43.419       | 22,7         |
|                                                        | Hendrik Hoppenstedtgewählt im WK | CDU                   | 66.485      | 34,8        | 56.899       | 29,8         |
|                                                        | Jessica Peine                    | Bündnis 90/Die Grünen | 18.120      | 9,5         | 21.751       | 11,4         |
|                                                        | Jelger Gereon Tosch              | FDP                   | 5.102       | 2,7         | 8.731        | 4,6          |
|                                                        | Dirk Brandes                     | AfD                   | 33.139      | 17,4        | 33.246       | 17,4         |
|                                                        | Volker Napp                      | Die Linke             | 10.431      | 5,5         | 13.212       | 6,9          |
|                                                        | Kerstin Obladen                  | Freie Wähler          | 2.523       | 1,3         | 1.277        | 0,7          |
|                                                        | –                                | Tierschutzpartei      | –           | –           | 2.331        | 1,2          |
|                                                        | –                                | dieBasis              | –           | –           | 418          | 0,2          |
|                                                        | –                                | Die PARTEI            | –           | –           | 722          | 0,4          |
|                                                        | –                                | Piraten               | –           | –           | 301          | 0,2          |
|                                                        | Alexandra Pogorzelski            | Volt                  | 1.846       | 1,0         | 988          | 0,5          |
|                                                        | –                                | PdH                   | –           | –           | 117          | 0,1          |
|                                                        | –                                | MLPD                  | –           | –           | 50           | 0,0          |
|                                                        | Hermann Meyer                    | Bündnis Deutschland   | 1.011       | 0,5         | 339          | 0,2          |
|                                                        | –                                | BSW                   | –           | –           | 7.450        | 3,9          |
| Gesamt                                                 | Gesamt                           | Gesamt                | 190.970     | 100         | 191.251      | 100          |
|                                                        |                                  |                       |             |             |              |              |
| Ungültige Stimmen                                      | Ungültige Stimmen                | Ungültige Stimmen     | 1.262       | 0,7         | 981          | 0,5          |
| Wähler                                                 | Wähler                           | Wähler                | 192.232     | 84,6        | 192.232      | 84,6         |
| Wahlberechtigte                                        | Wahlberechtigte                  | Wahlberechtigte       | 227.327     |             | 227.327      |              |
|                                                        |                                  |                       |             |             |              |              |
| Quellen: Die Bundeswahlleiterin, Kandidaten – Ergebnis |                                  |                       |             |             |              |              |

### Bundestagswahl 2021
Der Stimmzettel zur Bundestagswahl am 26. September 2021 umfasste 21 Landeslisten. Die Parteien und deren Kandidaten haben folgende Ergebnisse erzielt:
| Direktkandidat      | Partei           | Erststimmen in % | Zweitstimmen in % |
| ------------------- | ---------------- | ---------------- | ----------------- |
| Hendrik Hoppenstedt | CDU              | 31,9             | 25,8              |
| Rebecca Schamber    | SPD              | 33,7             | 32,1              |
| Grigorios Aggelidis | FDP              | 7,3              | 11,3              |
| Dietmar Friedhoff   | AfD              | 7,5              | 7,7               |
| Jens Palandt        | GRÜNE            | 13,0             | 15,2              |
| Michael Braedt      | DIE LINKE        | 2,3              | 2,6               |
| Ýr Langhorst        | Die PARTEI       | 1,0              | 0,8               |
| Jens Klingbeil      | Tierschutzpartei | 1,8              | 1,5               |
| –                   | FREIE WÄHLER     | –                | 0,6               |
| Olaf Engel          | PIRATEN          | 0,6              | 0,4               |
| –                   | NPD              | –                | 0,1               |
| –                   | V-Partei³        | –                | 0,1               |
| –                   | ÖDP              | –                | 0,1               |
| –                   | MLPD             | –                | 0,0               |
| –                   | DKP              | –                | 0,0               |
| Iris Krobjinski     | dieBasis         | 1,0              | 0,9               |
| –                   | du.              | –                | 0,0               |
| Mirko Zschoch       | LKR              | 0,1              | 0,0               |
| –                   | Die Humanisten   | –                | 0,1               |
| –                   | Team Todenhöfer  | –                | 0,5               |
| –                   | Volt             | –                | 0,2               |
| Inessa Kober        | Einzelbewerber   | 0,0              |                   |

### Bundestagswahl 2017
Zur Bundestagswahl 2017 am 24. September wurden 7 Direktkandidaten und 18 Landeslisten zugelassen.
| Direktkandidat      | Partei           | Erststimmen in % | Zweitstimmen in % |
| ------------------- | ---------------- | ---------------- | ----------------- |
| Hendrik Hoppenstedt | CDU              | 40,1             | 34,8              |
| Caren Marks         | SPD              | 33,1             | 27,0              |
| Grigorios Aggelidis | FDP              | 5,2              | 10,5              |
| Eike Lengemann      | GRÜNE            | 6,0              | 7,9               |
| Diether Dehm        | DIE LINKE.       | 5,0              | 6,0               |
| –                   | PIRATEN          | –                | 0,4               |
| –                   | NPD              | –                | 0,2               |
| –                   | Tierschutzpartei | –                | 0,8               |
| –                   | MLPD             | –                | 0,0               |
| Dietmar Friedhoff   | AfD              | 9,6              | 10,2              |
| –                   | DiB              | –                | 0,1               |
| –                   | DKP              | –                | 0,0               |
| Markus Moschner     | FREIE WÄHLER     | 1,1              | –                 |
| –                   | BGE              | –                | 0,1               |
| –                   | DM               | –                | 0,3               |
| –                   | ÖDP              | –                | 0,1               |
| –                   | Die PARTEI       | –                | 0,8               |
| –                   | V-Partei³        | –                | 0,1               |

### Bundestagswahl 2013
Zur Wahl am 22. September wurden 14 Landeslisten zugelassen.
| Direktkandidat      | Partei           | Erststimmen in % | Zweitstimmen in % |
| ------------------- | ---------------- | ---------------- | ----------------- |
| Hendrik Hoppenstedt | CDU              | 44,3             | 41,3              |
| Caren Marks         | SPD              | 38,5             | 33,1              |
| Philipp Rösler      | FDP              | 2,6              | 5,0               |
| Wolf von Nordheim   | GRÜNE            | 5,0              | 8,2               |
| Diether Dehm        | DIE LINKE.       | 3,6              | 4,5               |
| Walter Naumann      | PIRATEN          | 1,3              | 1,4               |
| Christina Krieger   | NPD              | 0,9              | 0,8               |
| –                   | Tierschutzpartei | –                | 0,8               |
| –                   | MLPD             | –                | 0,0               |
| Hans-Peter Wendt    | AfD              | 3,1              | 4,0               |
| –                   | pro Deutschland  | –                | 0,1               |
| –                   | REP              | –                | 0,1               |
| Gerriet Kohls       | FREIE WÄHLER     | 0,6              | 0,5               |
| –                   | PBC              | –                | 0,1               |
| Üsler Ünsal         | BIG              | 0,1              | –                 |

### Bundestagswahl 2009
| Direktkandidat    | Partei     | Erststimmen | Zweitstimmen |
| ----------------- | ---------- | ----------- | ------------ |
| Caren Marks       | SPD        | 38,7 %      | 30,6 %       |
| Sebastian Lechner | CDU        | 38,2 %      | 33,5 %       |
| Detlef Knauer     | GRÜNE      | 6,7 %       | 9,8 %        |
| Thomas Iseke      | FDP        | 8,4 %       | 14,1 %       |
| Brigitta Runge    | Die Linke. | 6,4 %       | 7,2 %        |
| Andreas Büschleb  | NPD        | 1,5 %       | 1,3 %        |
| Sonstige          | Sonstige   | –           | 3,6 %        |

### Bundestagswahl 2005
| Direktkandidat | Partei     | Erststimmen | Zweitstimmen |
| -------------- | ---------- | ----------- | ------------ |
| Caren Marks    | SPD        | 49,9 %      | 44,6 %       |
| Monika Brüning | CDU        | 38,2 %      | 32,5 %       |
| Fabian Peters  | GRÜNE      | 3,3 %       | 7,1 %        |
| Michael Koop   | FDP        | 4,3 %       | 9,8 %        |
| Maren Kaminski | Die Linke. | 2,9 %       | 3,5 %        |
| Sonstige       | Sonstige   | 1,3 %       | 2,5 %        |